# The Complete Aladdin Sessions

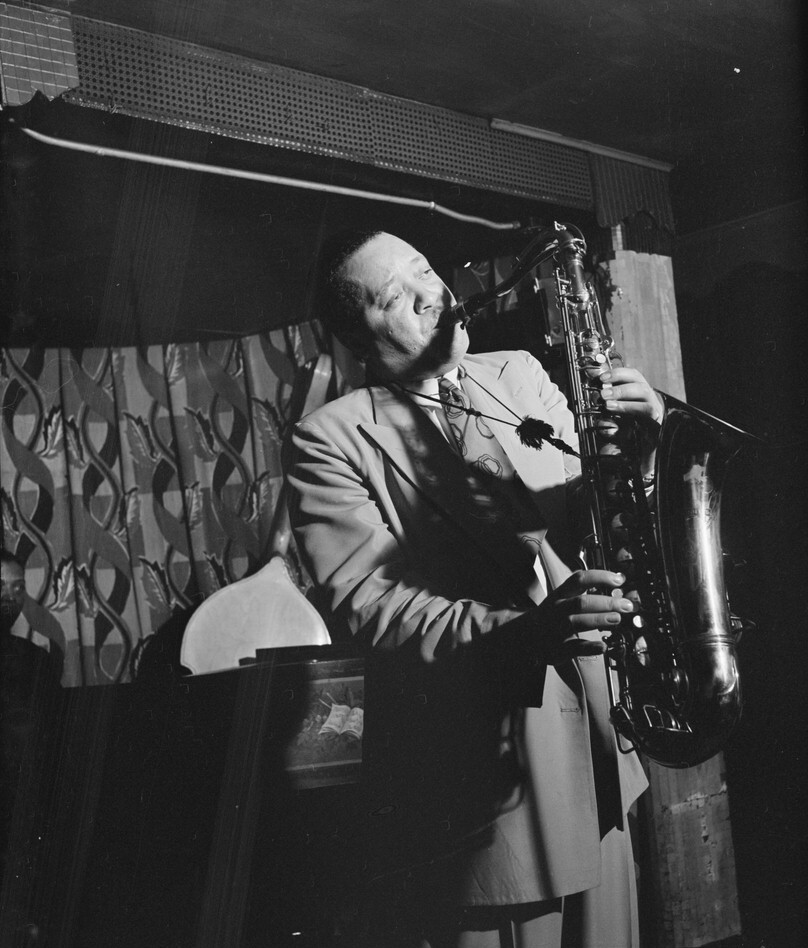
Lester Young, Auftritt im New Yorker Famous Door, ca. September 1946. Fotografie von William P. Gottlieb.

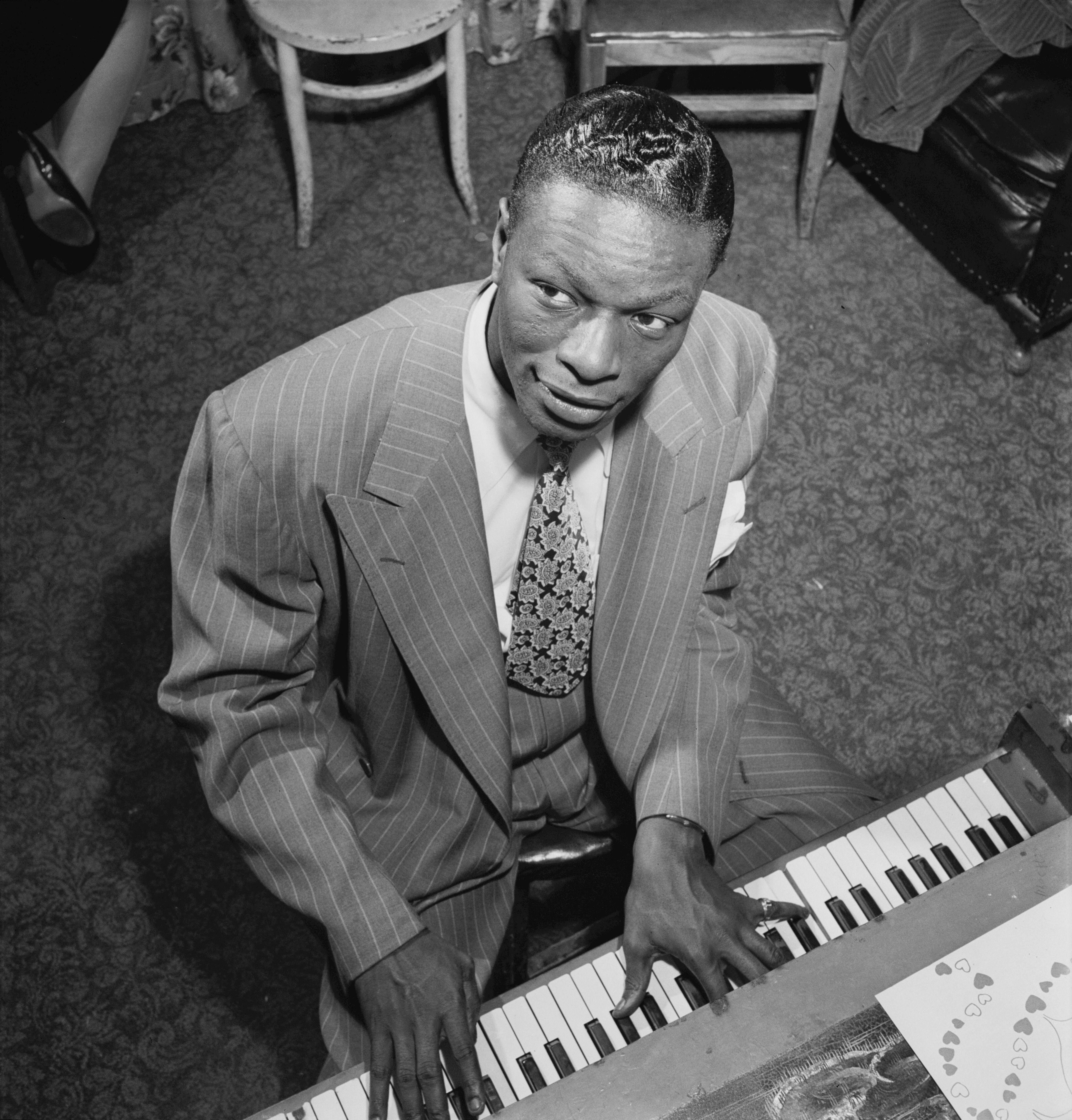
Nat Cole, 1947.
Fotografie von William P. Gottlieb.

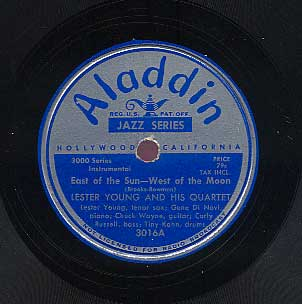
Lester Young: „East of the Sun (and West of the Moon)“, 78er der Aladdin-Session mit Gene DiNovi, Chuck Wayne, Curly Russell und Tiny Kahn vom 29. Dezember 1947

The Complete Aladdin Sessions oder in der CD-Ausgabe The Complete Aladdin Recordings of Lester Young
ist ein Jazz-Album von Lester Young. Das auf Blue Note Records 1975 erschienene Doppelalbum enthält
sämtliche Titel, die der Tenorsaxophonist unter eigenem Namen zwischen Dezember 1945 und Dezember 1947 für die Plattenfirma Aladdin Records aufgenommen hat.
Die 1994 veröffentlichte CD-Edition wurde um eine Session im Juli 1942 mit Nat King Cole und Aufnahmen mit Helen Humes im Dezember 1945 ergänzt.

## Die Aladdin-Sessions 1945–1947
Nach seiner Entlassung aus der Armee verließ Lester Young New York und zog nach Südkalifornien, wo er einen Plattenvertrag mit dem kleinen Plattenlabel „Philo“, später bekannt unter dem Namen „Aladdin Records“ abschloss. In der Zeit seines Kontraktes mit Aladdin arbeitete Lester Young außerdem mit Norman Granz´ Jazz at the Philharmonic und spielte mit eigener Formation in Nachtclubs. Kurz nach den Aufnahmen für „Aladdin“ ging es für Lester Young im freien Fall abwärts, so der Jazzkritiker Günther Huesmann in seiner Besprechung der Aufnahmen in der Reihe „Jahrhundertaufnahmen des Jazz“. „Hier aber erleben wir den Meister des Coolness noch einmal auf einem Höhepunkt seiner mitfühlenden Kunst“.
Die Titel wurden zunächst für Single-Veröffentlichungen eingespielt, später dann auch auf EPs zusammengefasst.
Die Auswahl der Stücke fand meist in letzter Minute statt, das Repertoire bestand aus Standards und aus Variationen etablierter Akkordprogressionen. So ist etwa der „D. B. Blues“ ein auf „I Got Rhythm“ basierender Blues, „Lester Blows Again“ übernimmt das harmonische Gerüst von „Honeysuckle Rose“. „Eine lockere Jam-Session-Atmosphäre scheinbar, eine jedoch nicht ohne Risiko“, schrieb Günther Huesmann. Der Kritiker Leonard Feather (der eine der New Yorker Sessions produzierte) konstatierte: „Ich erinnere mich an die Session als einen sonderbaren und alles andere als komfortablen Nachmittag. Vor allem, weil Pres sich nicht darum scherte, zu besprechen, welche Stücke gespielt werden sollten, wie oder wann sie anfangen oder enden sollten. Glücklicherweise hatten die Sidemen sensitive Antennen.“
Die erste Session, kurz nach seiner Ankunft in Los Angeles, vereinte ihn mit früheren Basie-Kollegen; der Posaunist Vic Dickenson hatte mit ihm 1940 in der Basie-Band gespielt. Mit dabei war auch der junge Pianist Dodo Marmarosa, der gerade die Band von Artie Shaw verlassen hatte; er galt mit seinen 19 Jahren schon als einer der wichtigen Bebop-Pianisten. Bassist Red Callender hatte schon 1942 Lester Youngs Band angehört, als dieser mit Nat King Cole arbeitete.
Die zweite Session im Juni 1946, bei der vier Titel eingespielt wurden, fand mit einer Frontline mit vier Bläsern statt; außer Prez spielten der Trompeter Howard McGhee, erneut Vic Dickenson und der Altsaxophonist Willie Smith. Sie gaben dem Tenorsaxophonisten den Background bei seinen Improvisationen über Titel wie „It's Only a Paper Moon“ und „Lover Come Back to Me“. In der Rhythmusgruppe spielte der spätere Rhythm and Bluesmusiker Johnny Otis mit.
Die dritte Session im August 1946 gehört nach Feather wohl zu den am ehesten in Erinnerung gebliebenen, vor allem wegen des aufgenommenen Song-Materials, aber auch wegen der Begleitmusiker. Joe Albany galt als einer der wenigen weißen Bebop-Pianisten; Gitarrist Irving Ashby arbeitete zu dieser Zeit als freischaffender Musiker in Los Angeles. Bassist war wieder Red Callender; am Schlagzeug saß Chico Hamilton, der bereits 1941 mit Prez gespielt hatte und gerade aus der Armee entlassen worden war.
„New Lester Leaps In“ ist ein Remake des Titels, den Prez bei Count Basies Kansas City Seven 1939 eingespielt hatte; auch „You Driving Me Crazy“ hat Basie-Untertöne; die Akkorde dieses Stücks bildeten ursprünglich die Basis für „Moten Swing“. „She’s Funny That Way“ ist ein weiteres Beispiel für Prez’ Balladenspiel; „Lester's Be-Bop-Boogie“ zeigt den Einfluss Lionel Hamptons „Hamp's Boogie Woogie“, der Mitte der 1940er Jahre ein großer Hit in den Vereinigten Staaten war.
Bei den folgenden drei Sessions, die zwischen Oktober 1946 und April 1947 in Los Angeles stattfanden, entstanden insgesamt 14 Titel, die Prez mit seiner Working Band aufnahm. Sie bestand aus dem Pianisten Argonne Thornton, später bekannt als Sadik Hakim, dem
Gitarristen Fred Lacey, dem Bassisten Rodney Richardson und dem Schlagzeuger Lyndell Marshall, in der Session im Februar 1947 wurde er ersetzt durch den jungen Schlagzeuger Roy Haynes, der dann in den folgenden zwei Jahren mit Lester Young spielen sollte. Im Bläsersatz wurde Prez durch den Trompeter Maurice „Shorty“ McConnell ergänzt. Mit der Hinzufügung eines Gitarristen wollte Prez an die Rolle Freddie Greens in der Basie-Band anknüpfen. Bekanntester Titel der ersten dieser Sessions war der Titel „Jumpin' with Symphony Sid“, der sich auf den damals bekannten New Yorker Disk-Jockey „Symphony Sid“ Torin bezieht; der Titel, basierend auf einer einfachen Blues-Figur, wurde zu einem bekannten Jazzstandard, zur Erkennungsmelodie Symphony Sids; er brachte Lester Young als Bandleader eine gewisse Popularität ein. Nach Feathers Einschätzung aber musikalisch interessanter war der Titel „No Eye Blues“, ein Blues in langsamen Tempo und eine ähnlich relaxt gespielte Interpretation von Jimmy McHughs Standard „On the Sunny Side of the Street“.
Bei der Februar-Session mit Roy Haynes spielte Prez in seiner typischen Up tempo-Manier „Movin' with Lester“, eine Nummer in 32 Takten sowie die Titel „Jumpin’ at the Woodside“ und „One O’Clock Jump“, die Reminiszenzen an seine Zeit mit Count Basie sind. Bei der letzten Session seiner Working Band kam der Gitarrist Nasir Barakat für Lacey in die Band; Bassist war wieder Richardson, Schlagzeuger Lyndell Marshall. Die Band spielte „Just Coolin'“, den Moderato-Blues „Lester Smooths Out“ und den Song „I'm Confessin'“, der aus dem Jahr 1929 stammt und schon Interpretationen von Fats Waller und Louis Armstrong erfuhr.
Durch einen zweiten Schallplattenstreik konnten in der zweiten Hälfte des Jahres 1947 keine weiteren Aufnahmen entstehen; Ed Mesner, Chef von Aladdin Records, fragte nach Aufhebung des Streiks am 15. Dezember 1947 bei Leonard Feather in New York an, ob er dort eine Session für Aladdin mit Lester Young produzieren würde. Feather sagte zu, wollte Prez aber nicht mit seiner bisherigen Working Band aufnehmen, sondern umgab ihn für die Session am 29. Dezember 1947 mit jungen Musikern aus der Bebop-Szene New Yorks. Der Pianist Gene DiNovi und Gitarrist Chuck Wayne spielten gerade im Jazzclub Three Deuces auf der 52nd Street; Curley Russell arbeitete mit den wichtigsten Musikern der Szene wie Charlie Parker, Miles Davis, Dizzy Gillespie und Stan Getz.

## Editionsgeschichte
Teile der Kompilation waren unterschiedlichen Namen auf dem Markt, auch für Labels wie Crown, Sunset oder Imperial. Aladdin fasste die Aufnahmen schließlich auf zwei LPs zusammen, die unter dem Titel Lester Young and His Tenor Saxophone auf zwei unabhängig voneinander veröffentlichten Alben erschien. 1975 wurden sie von Blue Note als The Complete Aladdin Sessions (BN-LA 456-H2) zusammengefasst. Die spätere spanische CD-Ausgabe für Definitive Records enthält Scott Yanow zufolge mehrere Fehler in den diskographischen Angaben.

## Bewertung des Albums
Zeitgenössische Rezensionen
Der Rezensent des Down Beat meinte zur zweiten Sesion vom Dezember 1945, „few of [Young's] adherents, some as fanatical as Gillespie's, will be disappointed“, doch der eher neutrale Hörer möge „Reiz ung Brillanz der Session vemissen“. Dennoch findet der Autor Lester Youngs „Ideen immer noch kreativ, dfferenziert, frisch“, um dann zu kritisieren: „Keine davon klingt sonderlich inspiriert.“ Die Besprechung im Metronome war ähnlich durchwachsen:
„All four sides are typical Lester but sound as though rhes were made in a hurry … with ragged ends and no coordination.“
Den Aufnahme der dritten Session vom Januar 1946, bei der It's Only a Paper Moon, Lover, Come Back to Me, Jammin' with Lester und After You've Gone entstanden, gab der Metronome die Bewertung C+; der Autor kritisierte die oberflächlichen Aufnahmemethoden; „After You've Gone ende, als ob die halbe Band eigentlich einen weiteren Chorus erwarte, um dann erste rauszugehen“ und bei Jammin' with Lester entstehe der Eindruck, als ob der Toningenieur die Lust am Aufnehmen verloren habe. Zu You Driving Me Crazy und Lester Leaps In von der vierten Session merkte der Metronome-Autor zum ersten Titel an, Young „klingt während seiner Solos so lethargisch, dass man daran zweifelt, ob der Plattenspieler richtig läuft.“ Lester Leaps In dagegen sei ein „important event“, wobei er die Leistungen des Pianisten Joe Albany und des Gitarristen Irving Ashby hervorhebt.
Lester Youngs Aufnahmen am 29. Dezember 1947 mit Gene DiNovi, Chuck Wayne, Curley Russell und Tiny Kahn (Tea for Two, East of the Sun) fanden eine wohlwollende Rezension im Chicago Defender, während der Down Beat die Session als „irgend etwas zwischen gutem Swing und schlechtem Bop“ bezeichnete, bei der „sich der Tenormann in einem Morast entgegen stehender Stile und Ideen verlor.“
Neuzeitliche Rezensionen
Richard Cook und Brian Morton bewerteten die Aufnahmen im Penguin Guide to Jazz mit der Höchstnote von vier Sternen und zählen es zu den besten Aufnahmen des Saxophonisten vor der Phase seines Verfalls. Zu einem beinahe gleichlautenden Urteil kommt auch Scott Yanow, der dem Album bei AllMusic die Höchstnote von fünf Sternen gibt.
Nach der Einschätzung von Günther Huesmann, der die „Aladdin Recordings“ in die Reihe der Jahrhundert-Aufnahmen des Jazz aufnahm, zeigen die Sessions „den Lester-Young-Sound in voller Blüte. Zwar spielte der Tenorsaxophonist seine größten Soli als Sideman für andere Musiker ein. Hier aber deutet Lester Young an, wie es hätte sein können, wenn der sensible introvertierte Mensch Lester Young fürs Bandleading geschaffen gewesen wäre.“
Die „Aladdin“-Aufnahmen gelten nach Huesmanns Meinung „nicht zuletzt deshalb als seine besten Aufnahmen unter eigenem Namen, weil hier die ganze Erleichterung, Freude und Spiellaune zu spüren ist mit der ein wie befreit aufspielender „Pres“ – wie man ihn auch nannte – in die Welt der Improvisation eintaucht.“ Huesmann sieht insbesondere Lester Youngs Rang als Balladenkünstler; „These Foolish Things“ – eingespielt 1945 – gehört für ihn „zu den herausragenden Liebeserklärungen des Jazz. Und wie so oft bei Young beginnt die Improvisation sofort, gleich bei der Vorstellung des Themas – letzteres ist nicht mehr die alles bestimmende Vorlage, sondern wirkt eher umgekehrt: wie schmückendes Beiwerk für Lester Youngs Improvisation. Hier spielt jemand, der sich trotz Diskriminierung und Rassentrennung einen Raum für Schönheit bewahrt hat – ein „triumph of soul“ über die äußeren Umstände, gerade mal drei Minuten und elf Sekunden lang.“
Huesmann hebt auch die Rolle Lester Youngs bei der Entwicklung alternativer Grifftechniken hervor, dem sogenannten „false fingering“, mit dem er – ähnlich wie Trompeter mit ihren Dämpfern – „Wah-Wah“-Effekte hervorbringt und damit ein und denselben Ton in die unterschiedlichsten Klangfarben eintaucht.
Die ausgewählten Pianisten wie Dodo Marmarosa (1945) und Argonne Thornton (1946) „bringen die harmonische Komplexität und die damals ultramoderne Bud-Powell-Ästhetik ins Spiel, schreibt Huesmann zu Prez´ Annäherungen an die Moderne, Roy Haynes trommelt als 24-jähriger Schlagzeuger zum Teil rhythmisch fordernd – wodurch diese meist liebenswürdig gestimmten Swing-Aufnahmen einen zusätzlichen Drall ins Moderne bekommen. Und so sind „Movin´ with Lester“ und „New Lester Leaps In“ Annäherungen Lester Youngs ans Genre des Bebop – ein Stil, zu dessen Schutzpatron er genauso werden sollte. Seine weichen, milden Linien strotzten zugleich von einer rhythmischen Kraft, die diese Mischung aus Coolness und Vitalität zu einem Höhepunkt der damaligen Saxophonentwicklung im Jazz machten.“

## Die Aladdin Sessions, Besetzungen und Titel
| - Los Angeles, 15. Juli 1942 - Lester Young, Nat King Cole, Red Callender 1. Indiana (J.F. Hanley/B. MacDonald) 4:50 2. I Can’t Get Started (Vernon Duke/Ira Gershwin) 4:53 3. Tea for Two (Vincent Youmans/I. Caesar) 4:45 4. Body and Soul (Green/Heyman/Sour/Eyton) 5:07 Produzent: Norman Granz - Los Angeles, Dezember 1945 - Lester Young, Vic Dickenson, Howard McGhee, Dodo Marmarosa, Red Callender 1. D. B. Blues (L. Young/King Pleasure) 2:58 2. Lester Blows Again (L. Young) 2:29 3. These Foolish Things (Morell/Strachey/Link) 3:08 4. Jumpin' at Mesner's (L. Young) 2:42 Produzent: Norman Granz - Los Angeles, Januar 1946 - Lester Young, Willie Smith, Vic Dickenson, Howard McGhee, Wendell Jones, Red Callender 1. It's Only a Paper Moon (Rose/E. Y. Harburg/Harold Arlen) 3.03 2. Lover Come Back to Me (S. Romberg/Oscar Hammerstein) 2:35 3. Jammin' with Lester (L. Young) 3:01 - Los Angeles, August 1946 - Lester Young, Joe Albany, Irving Ashby, Red Callender, Chico Hamilton 1. You Driving Me Crazy (L. Young) 3:03 2. New Lester Leaps In (L. Young) 2:55 3. Lester's Be Bop Boogie (l. Young) 3:12 4. She's Funny That Way (N. Moret/A.A. Whiting) 3:17 - Chicago, Oktober 1946 - Lester Young, Shorty McConnell, Argonne Thornton, Fred Lacey, Rodney Richardson, Lyndell Marshall 1. Sunday (Miller/Krueger/Conn/Jule Styne) 2:22 2. S. M. Blues (L. Young) 3:00 3. Jumpin' with Symphony Sid (L. Young) 3:09 4. No Eyes Blues (l. Young) 2:57 5. Sax-O-Be-Bop (L. Young) 2:50 6. On the Sunny Side of the Street (Jimmy McHugh/Dorothy Fields) 2:57 | - Radio Recorders, Los Angeles, 18. Februar 1947 - Lester Young, Shorty McConnell, Argonne Thornton, Fred Lacey, Ted Briscoe, Roy Haynes 1. Easy Does It (L. Young) 2:31 2. Easy Does It (alternate take) 2:27 3. Movin' with Lester (L. Young) 2:43 4. One O’Clock Jump (Count Basie) 2:36 5. Jumpin' at the Woodside (Basie) 2:57 - New York City, 2. April 1947 - Lester Young, Shorty McConnell, Argonne Thornton, Nasir Barakat, Rodney Richardson, Lyndell Marshall 1. I'm Confessin´ (Neiburg/Daughtery/Reynolds) 2:29 2. Lester Smooths It Out (L. Young) 2:52 3. Just Cooling (L. Young) 2:56 - WOR Studios, NYC, 29. Dezember 1947 - Lester Young, Gene DiNovi, Chuck Wayne, Curley Russell, Tiny Kahn 1. Tea for Two (Youmans/I. Caesar) 3:05 2. East of the Sun (Brooks Bowman) 3:07 3. The Sheik of Araby (Snyder/Smith/Wheeler) 2:29 4. Something You Remember You By (Arthur Schwartz/Howard Dietz) 2:42 - Los Angeles, 22. Dezember 1945 (Helen Humes-Session) - Helen Humes, Willie Smith, Lester Young, Maxwell Davis, Jimmy Bunn, Dave Barbour, Junior Rudd, Henry Tucker 1. Riffin' without Helen (instrumental) 3:10 2. Please Let Me Forget (Red Callender) 3:07 3. He Don't Move Me Anymore (M. Hathaway) 2:49 4. Pleasing Man Blues (H. Brock) 3:03 5. See See Rider (Ma Rainey) 2:46 6. It's Better to Give than Receive (H. Humes/M. LeMayes) 2:55 Produzent: Norman Granz |